# 鮎川武雄
鮎川 武雄（あゆかわ たけお、1891年5月6日 - 1979年10月9日）は、日本の技術者、実業家。東陶機器（現TOTO）社長や、北九州商工会議所会頭を務めた。正四位勲二等瑞宝章。藍綬褒章受章。

## 人物・経歴
1917年6月東京高等工業学校（現東京科学大学）窯業科卒業、8月東洋陶器入社。茅ヶ崎工場長や、取締役等を経て、1959年代表取締役副社長。1963年代表取締役社長。1965年藍綬褒章。1967年、杉原周一に社長を禅譲し取締役会長。同年勲三等旭日中綬章受章。北九州商工会議所会頭等も務め、1968年には初代北九州貿易協会会長に就任。1972年伊奈長三郎、田所芳秋、山内俊吉、森本貫一らとともに日本セラミックス協会名誉会員の称号を受けた。同年北九州駐在メキシコ国名誉領事。1979年正四位勲二等瑞宝章。